# Pietrzyków (województwo dolnośląskie)

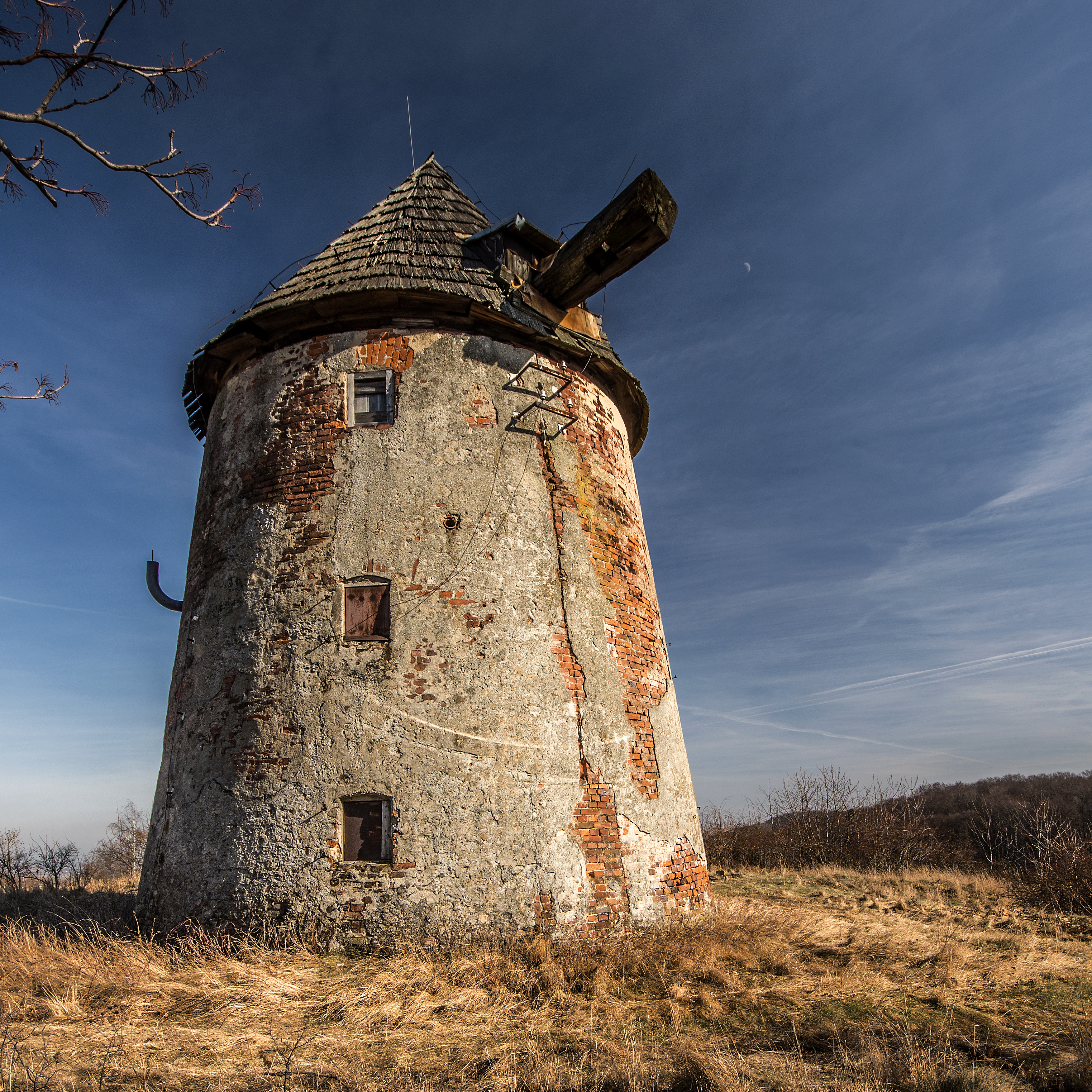
Zabytkowy wiatrak holenderski

Pietrzyków (niem. Hohenpetersdorf) – wieś w Polsce położona w województwie dolnośląskim, w powiecie świdnickim, w gminie Dobromierz.

## Podział administracyjny
W latach 1975–1998 miejscowość położona była w województwie wałbrzyskim.

## Zabytki
Do wojewódzkiego rejestru zabytków wpisane są:
- zespół pałacowy:
  - pałac w Pietrzykowie z XVII w., przebudowany w połowie XVIII w., w drugiej połowie XIX w.
  - park powstały po 1840 r.
- wiatrak holender z XVIII w.